# Jacques Calonne

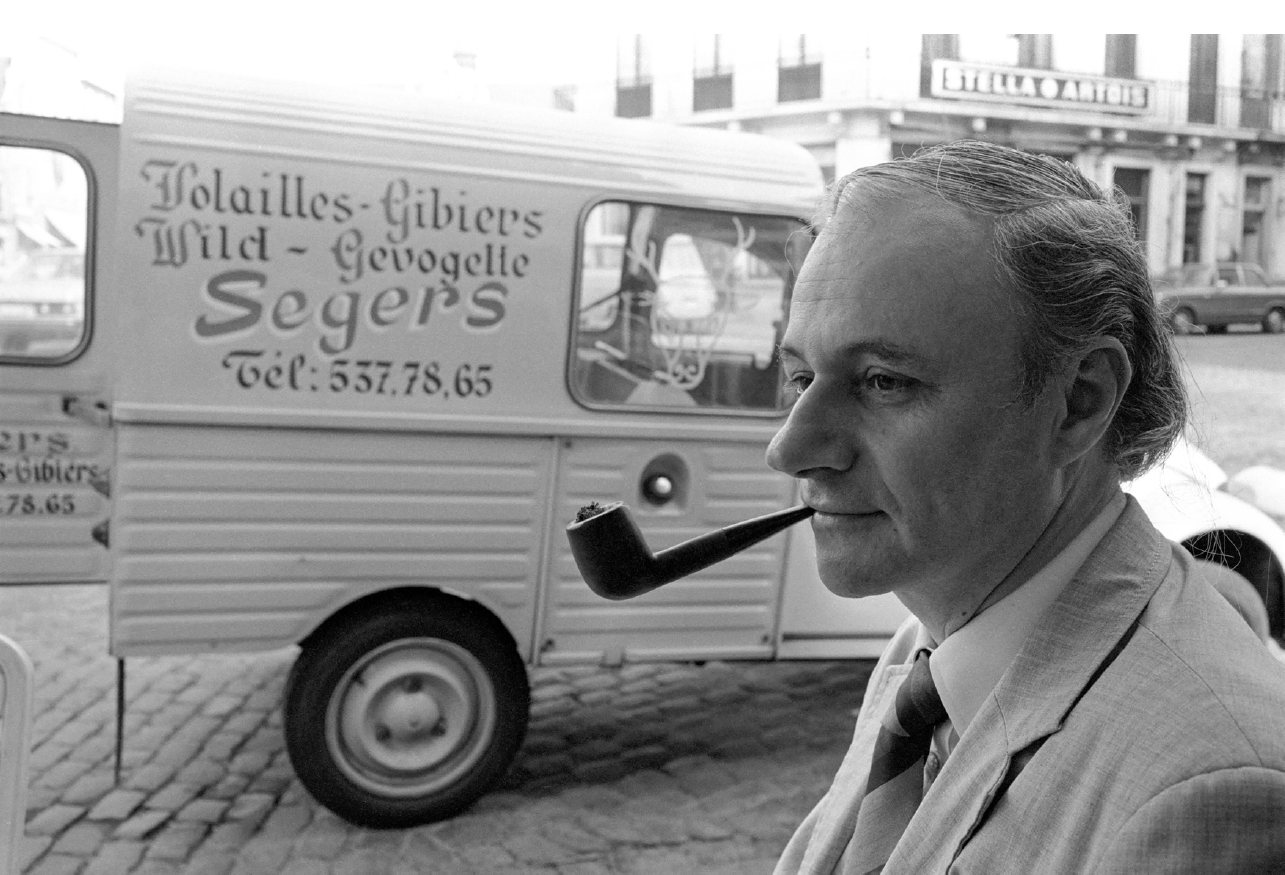
Jacques Calonne (1978).

Jacques Calonne (* 10. August 1930 in Mons; † 7. Februar 2022 in Brüssel) war ein belgischer Komponist und Maler.

## Leben
Calonne studierte 1944 bis 1947 in seiner Heimatstadt sowie bei Jean Absil an der Académie de Musique d’Etterbeek in Etterbeek und 1949 bei André Souris. Zudem bildete er sich autodidaktisch fort. Neben seinem kompositorischen Schaffen wirkte er auch als Maler und war literarisch tätig. 1948 bis 1951 nahm er unter anderem mit Christian Dotremont und Asger Jorn an der Bewegung CoBrA teil.

## Werke (Auswahl)
Er schrieb: Métallepses für neun Ausführende (1957), Album für Streichquartett (1958), Quadrangles für Klavier (1959), Pages für 19 Ausführende (1959), Fenêtres de boucles für Klavier (1960), Cahier für Violoncello solo (1961), Chances für Orchester (1961), Tome für zwei Pianisten und drei Schlagzeuger (1962), Scolies für Kammerensemble (1968), Orbes  für Orchester.